# Lagny-sur-Marne
Lagny-sur-Marne ist eine französische Stadt mit 21.433 Einwohnern (Stand 1. Januar 2022) im Département Seine-et-Marne in der Region Île-de-France. Sie gehört zum Arrondissement Torcy und zum Kanton Lagny-sur-Marne. Lagny ist Teil der Communauté d’agglomération de Marne et Gondoire und gehört zur Ville nouvelle Marne-la-Vallée. Die Einwohner nennen sich Latignaciens.

## Geografie

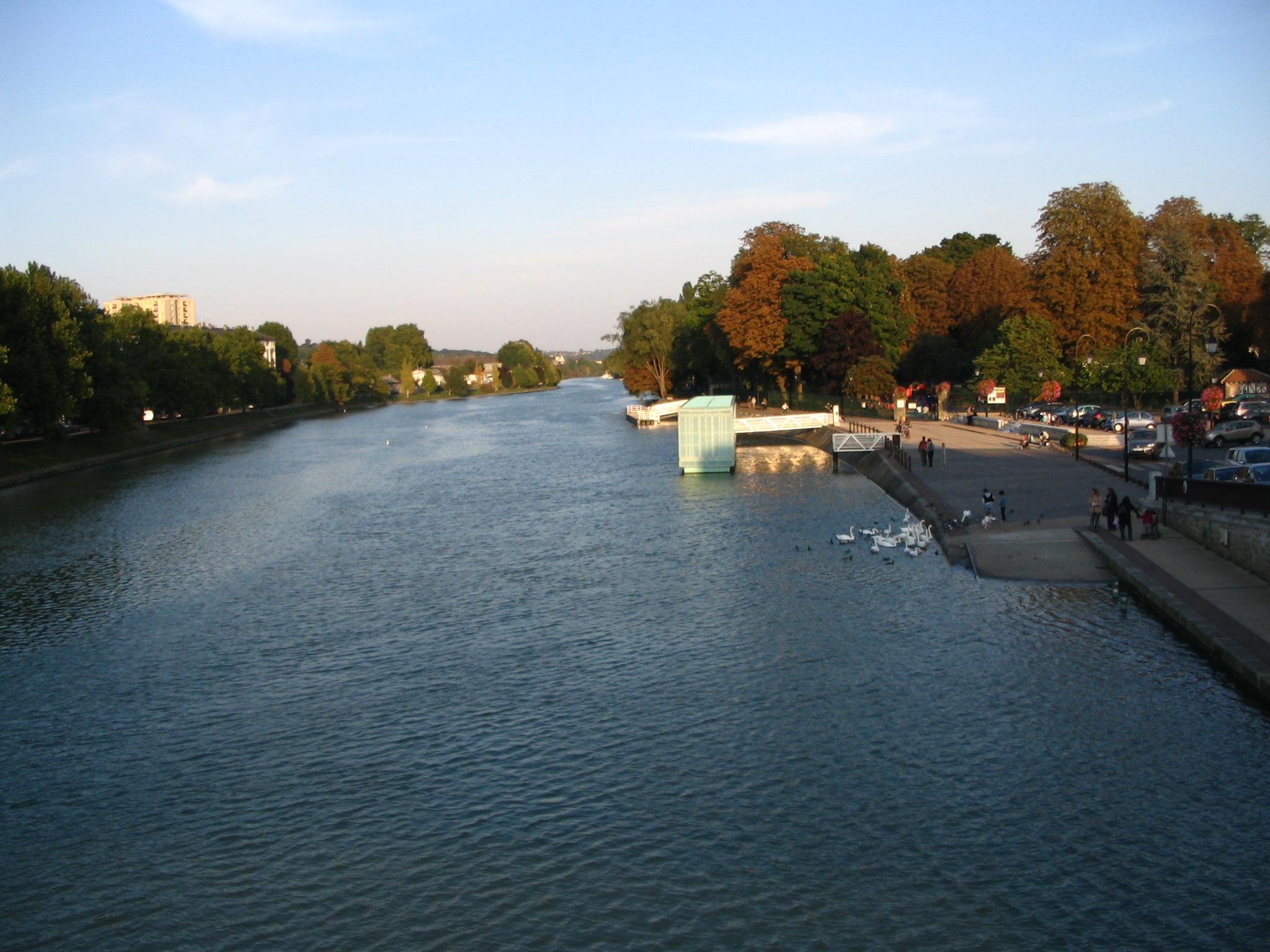
Die Marne bei Lagny-sur-Marne

Lagny-sur-Marne liegt an der Marne, rund 28 Kilometer östlich von Paris. Angrenzende Gemeinden sind Thorigny-sur-Marne, Pomponne, Dampmart, Montévrain, Saint-Thibault-des-Vignes, Gouvernes, Conches-sur-Gondoire und Chanteloup-en-Brie.

## Bevölkerungsentwicklung
| Jahr                       | 1962   | 1968   | 1975   | 1982   | 1990   | 1999   | 2011   | 2019   | 2020   |
| Einwohner                  | 11.945 | 15.743 | 16.465 | 17.959 | 18.643 | 19.368 | 20.306 | 21.539 | 21.139 |
| Quellen: Cassini und INSEE |        |        |        |        |        |        |        |        |        |

## Kultur und Sehenswürdigkeiten
Hier fand 1179 das vermutlich größte Ritterturnier des Mittelalters statt, an dem angeblich 3000 Ritter, darunter neunzehn Grafen, teilnahmen.
Lagny ist einer der Geburtsorte des Neoimpressionismus: hier wurde die Groupe de Lagny gegründet, der Cavallo-Péduzzi, Léo Gausson und Maximilien Luce angehörten.

### Sehenswürdigkeiten

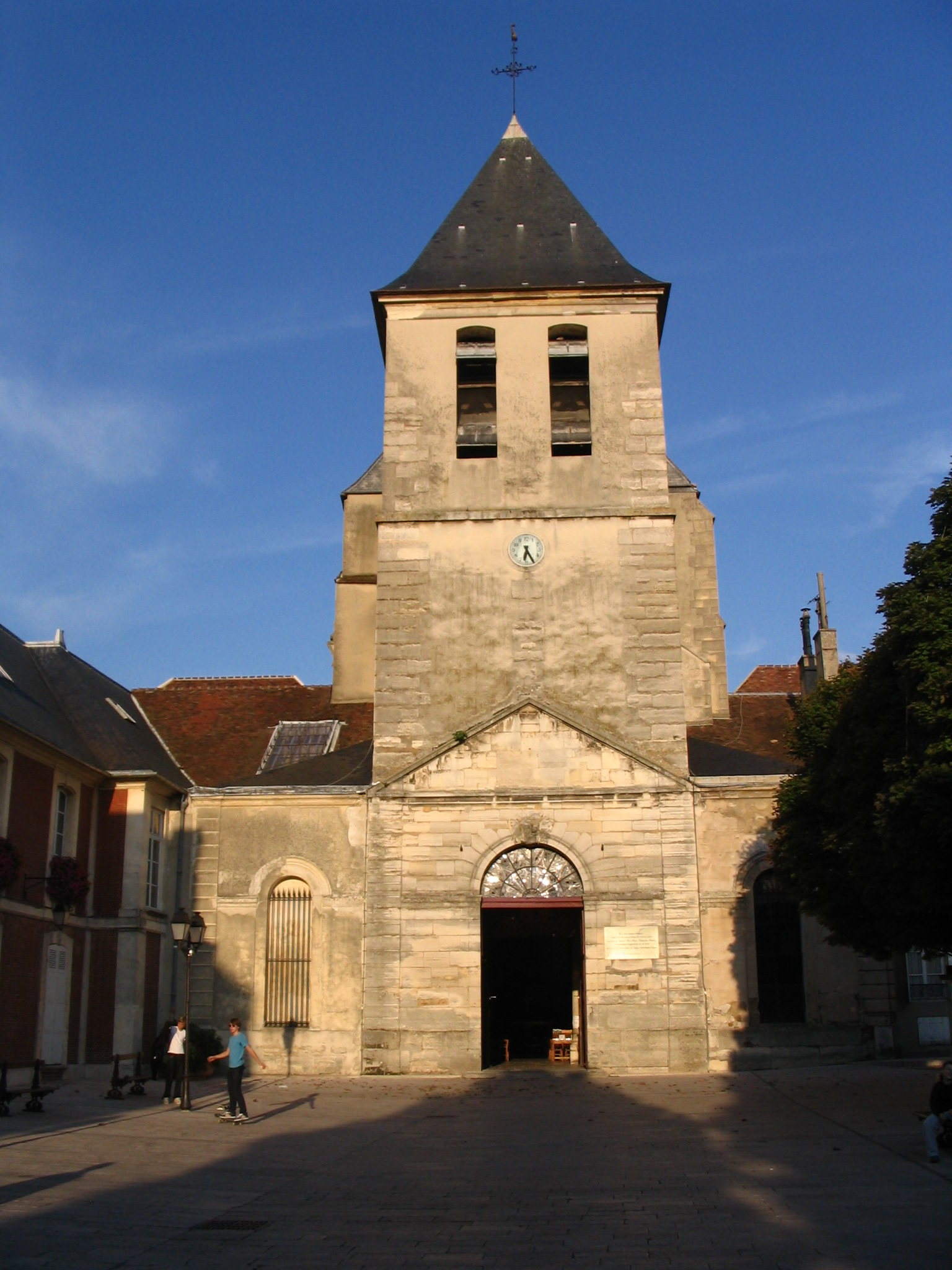
Notre-Dame-des-Ardents

- Kirche Notre-Dame-des-Ardents der Abtei Saint-Pierre aus dem 13. Jahrhundert, (Monument historique seit dem 12. Juli 1886)
- Kirche Saint-Fursy aus dem 15. Jahrhundert, (Monument historique seit dem 19. Februar 1982)
- Hôtel de Ville, das frühere Kloster; das Rathaus stammt aus den Jahren 1755 bis 1765 und wurde Ende des 19. Jahrhunderts restauriert. (Monument historique seit dem 30. Mai 1969)
- Fünfgiebelhaus (Immeuble des Cinq Pignons) aus dem 12. Jahrhundert; es handelt sich dabei um eine alte Markthalle der Händler aus Ypern anlässlich der mittelalterlichen Märkte in Lagny. Die ursprüngliche Halle wurde im 16. Jahrhundert durch Wohnungen ergänzt, deren Giebeldach dem Haus den Namen gab (Monument historique seit dem 12. März 1970)
- Saint-Fursy-Brunnen auf der Place de la Fontaine; der Brunnen stammt aus dem Jahr 1902 und ersetzte einen Brunnen aus dem 12. Jahrhundert, der wegen seines Alters abgerissen werden musste (Monument historique seit dem 16. März 1926)
- Musée Gatien-Bonnet
- Statue der Jeanne d’Arc in einem Park hinter der Abteikirche; die Statue stammt aus dem Jahr 1923 und stand ursprünglich auf dem Marktplatz, bevor sie in den 1960er Jahren hierher versetzt wurde.
- Waschhaus (Lavoir) in der rue Saint-Paul aus der Mitte des 19. Jahrhunderts; es ersetzte eine Reihe von kleinen Waschplätzen, die um den Saint-Fursy-Brunnen platziert waren.

#### Abtei Saint-Pierre
Der heilige Fursa, ein irischer Mönch, ließ in Lagny das Kloster Saint-Pierre bauen. Es wurde im 9. Jahrhundert von den Normannen verwüstet, wieder aufgebaut, von zwei Bränden heimgesucht, besteht heute noch aus zwei Bauwerken: dem befestigten Eingang und der Abteikapelle aus dem 13. Jahrhundert, der Kirche Notre-Dame-des-Ardents.

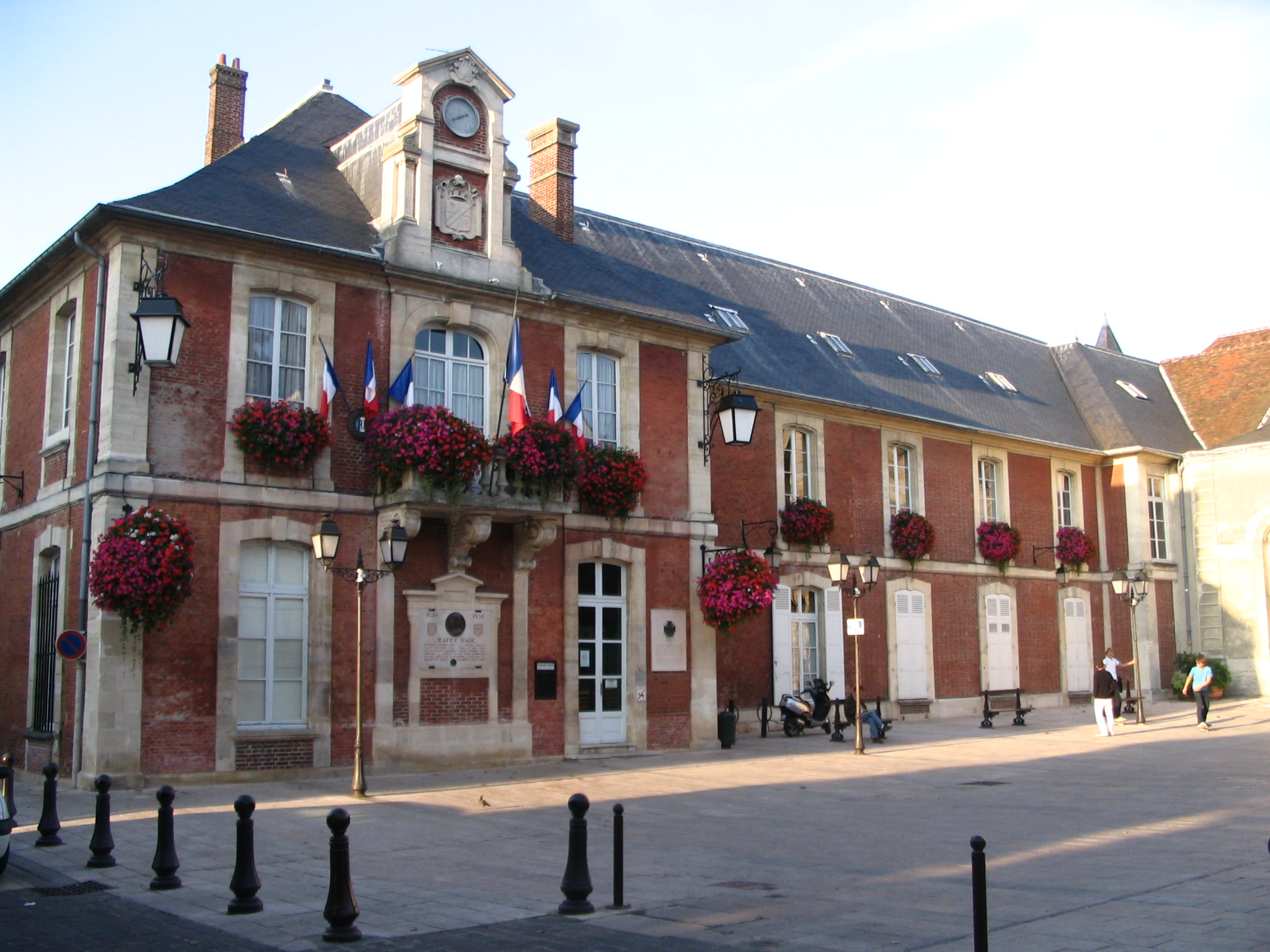
Hôtel de Ville

Das Kloster wurde während der Französischen Revolution aufgehoben, einige Gebäude 1796 verkauft. Im 19. Jahrhundert wurden die Reste in ein Militärhospital umgewandelt – die Inschrift „Hôpital Militaire“ befindet sich noch auf dem Giebeldreieck des Haupttors. Seit 1842 beherbergt die Abtei das Rathaus von Lagny.

## Städtepartnerschaften
- Alnwick in Northumberland (Großbritannien)
- Haslach im Kinzigtal in Baden-Württemberg (Deutschland)
- Mira im Distrikt Coimbra (Portugal)
- Sainte-Agathe-des-Monts in der Provinz Québec (Kanada)

## Persönlichkeiten
- Pierre d’Orgemont († 1389), Herr von Méry und Chantilly, von 1373 bis 1380 Kanzler von Frankreich, in Lagny-sur-Marne geboren
- Honoré de Balzac (1799–1850), einer der bedeutendsten Schriftsteller des 19. Jahrhunderts in Frankreich, kam regelmäßig zu seinem Drucker nach Lagny-sur-Marne, um die Ausgabe der Illusions perdues zu beaufsichtigen.
- Léo Gausson (1860–1944), Maler aus der Groupe de Lagny, wurde in Lagny geboren
- Édouard Cortès (1882–1969), spätimpressionistischer Maler aus Lagny
- Thierry Rey (* 1959), einer der bekanntesten Judoka Frankreichs; eine Sporthalle von Lagny trägt seinen Namen
- Benjamin Boukpeti (* 1981), togoischer Kanuslalomfahrer, Gewinner einer olympischen Bronzemedaille in Peking 2008, wurde in Lagny-sur-Marne geboren
- Mylène Lazare (* 1987), Schwimmerin
- Christopher Jullien (* 1993), Fußballspieler
- Paul Pogba (* 1993), Fußballspieler
- Christopher Nkunku (* 1997), Fußballspieler
- Ruben Providence (* 2001), Fußballspieler
- Julien Vetro (* 2004), Fußballspieler